# Libro de las Cavernas

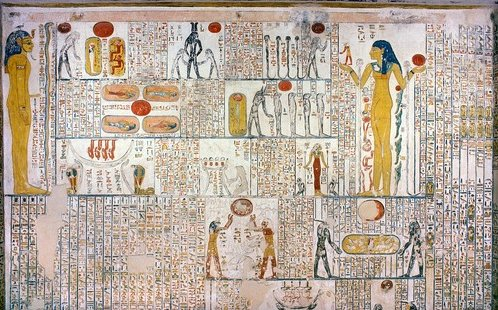
Quinta división: escena de la tumba de Ramsés V/VI, KV9, cámara E, panel derecho.

El Libro de las Cavernas es el texto más tardío de los libros funerarios del Imperio Nuevo de Egipto, y se le denomina así porque en él el Duat (Más Allá) está dividido en cavernas. También es el más literario, predominando los textos sobre las imágenes.
El difunto atraviesa en su recorrido una serie de cuevas, y se relatan los premios que puede recibir, así como los castigos que se padecen: tiene la mejor descripción del infierno que nos han legado los egipcios.
Así como el Libro del Amduat describe el camino a seguir por el difunto y el Libro de los muertos enseña toda clase de sortilegios para llevar a buen fin el viaje al otro mundo, este da la información para que eluda cometer actos durante su vida que serán severamente castigados en la otra. Una versión completa se encuentra en el cenotafio de Sethy I, y otra en la tumba de Ramsés VI (KV9).

## Descripción

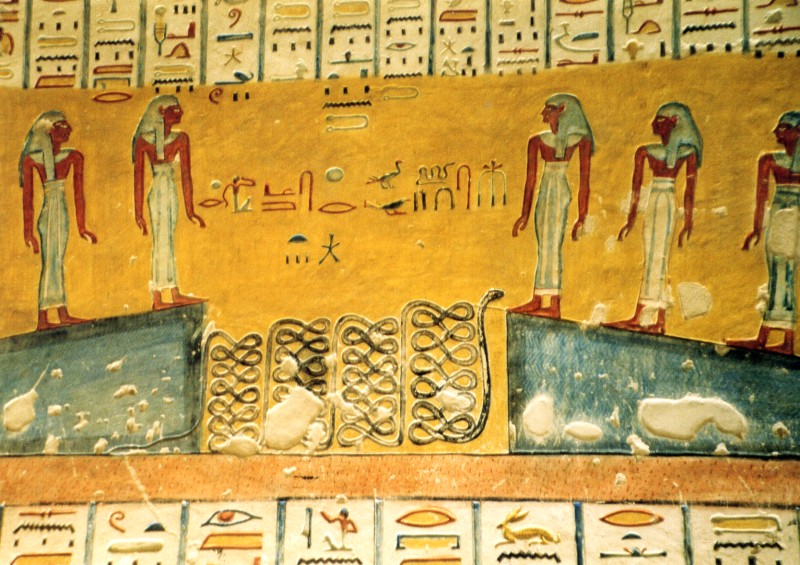
Tumba de Ramsés IV.

Está dividido en dos mitades por dos pinturas del dios sol con cabeza de carnero, que constan a su vez de tres partes –en total seis divisiones– combinando el texto con las imágenes, en lugar de las horas en que se dividen los otros libros: Libro del Amduat y Libro de las Puertas. Hay una serie de óvalos que representan ataúdes, y en el registro inferior los enemigos del dios Sol son representados cabeza abajo, en colores rojo y negro, con las manos atadas a la espalda. La procesión avanza paralelamente al camino del dios por las cavernas, hasta que son quemados en calderas en la división quinta mientras el sol nace desde la Duat.

## Diferencias con los otros Libros
- No divide el viaje en doce horas
- La barca solar sólo aparece al final

## Tumbas decoradas con el Libro de las Cavernas
Dinastía XIX
- Sethy I KV17 versión completa
- Merenptah KV8 6.ª División
- Tumba de Tausert y Merneptah KV 14

Dinastía XX
- Ramsés IV KV2 1.ª y 2.ª División
- Ramsés VI KV9 versión completa
- Ramsés VII KV1 1.ª División, 1.ª escena
- Ramsés IX KV6 incompleta

Periodo tardío:
- Tumba de Pedamenopet: Versión completa[1]